# سوزي دي سيزانا
سوزي دي سيزانا هي بلدية في مدينة تورينو الحضرية، في منطقة بيمنتة الإيطالية، تقع في وادي سوسا، يبلغ عدد سكانها 233 نسمة.

## تاريخ
في عام 1928 ضُمت بلدية سوزي دي سيزانا إلى بلدية سيزانا تورينيزي، وفي عام 1934 كانت ضمن أراضي بلدية سيستريير الجديدة. وفي عام 1947، ومع نهاية الفاشية استعادت استقلالها. وفي 14 يوليو 1962، دمرها حريق عنيف.

## الآثار والأماكن ذات الأهمية
- كنيسة أبرشية سان ريستيتوتو
- فالي أرجينتيرا

## مجتمع
التطور الديموغرافي للسكان المسجلين:

### المجموعات العرقية والأقليات الأجنبية
وفقا لبيانات المعهد الوطني للإحصاء الإيطالي فإن اعتبارًا من 31 ديسمبر 2009، كان عدد السكان الأجانب المقيمين 9 أشخاص. الجنسيات الأكثر تمثيلا على أساس النسبة المئوية لإجمالي السكان المقيمين هي:
- رومانيا 2.80%

## الجغرافيا الأنثروبولوجية

### الكسور
- جرنجسيس (1840)، على سفوح جبل سيسيس ، تعود أصوله إلى القرن الثامن عشر،[بحاجة لمصدر] ويتكون حاليًا من مباني للاستخدام السياحي، تم بناؤها في السنوات الأخيرة في تقليد جزئي للطراز التقليدي.
- روليير
- بيسن باس
- بيسن هوت (1968)

## في الثقافة الجماهيرية
صُورت بعض مشاهد فيلم مرحبا بالرئيس لعام 2013 في سوزي دي سيزانا بالتعاون مع لجنة الأفلام. 

## روابط خارجية
- الموقع السياحي الرسمي